# Save the World
«Save the World» es el tercer sencillo perteneciente a la agrupación de música house Swedish House Mafia. Cuenta con la voz del cantante sueco John Martin, quien la coescribió junto a Axwell, Steve Angello, Sebastian Ingrosso, Michel Zitron y Vincent Pontare. Fue lanzado el 13 de mayo de 2011 como descarga digital, y está incluido en su compilación Until Now lanzada en 2012. Se estrenó en directo en marzo de 2011 en su innovador evento Masquerade Motel en Miami, y por Pete Tong a través de su programa radial emitido por la BBC Radio 1, el 22 de abril de 2011. Logró ingresar entre los diez primeros de las listas del Reino Unido, Suecia y los Países Bajos. Mientras en los Estados Unidos, alcanzó la cima del Hot Dance Club, convirtiéndose en el segundo número uno de manera consecutiva de la banda seguido de «Miami 2 Ibiza». La canción recibió una nominación el 30 de noviembre de 2011, en la categoría Mejor Grabación Dance, en la 54.ª entrega de los premios Grammy realizada el 12 de febrero de 2012.

## Videoclip
John Watts, anteriormente en vídeos de TV on the Radio, Sleigh Bells o Fatboy Slim, se encargó de la dirección del videoclip, que cuenta como un grupo canino de salvadores y justicieros, se encargan de unos asaltantes y sus víctimas.

## Listado de canciones
| CDr, Promo |                                           |          |  |
| N.º        | Título                                    | Duración |  |
| 1.         | «Save the World» (Radio Mix)              | 3:33     |  |
| 2.         | «Save the World» (Extended Mix)           | 6:51     |  |
| 3.         | «Save the World» (Radio Mix Instrumental) | 3:33     |  |
| 4.         | «Save the World» (Extended Instrumental)  | 6:50     |  |

| Descarga digital |                                               |          |  |
| N.º              | Título                                        | Duración |  |
| 1.               | «Save the World» (Knife Party Remix)          | 5:12     |  |
| 2.               | «Save the World» (Style of Eye & Carli Remix) | 6:40     |  |
| 3.               | «Save the World» (Alesso Remix)               | 5:41     |  |
| 4.               | «Save the World» (Third Party Remix)          | 6:54     |  |
| 5.               | «Save the World» (Futurebound & Metrik Remix) | 4:22     |  |

| Descarga Digital – (AN21 & Max Vangeli Remix) |                                             |          |  |
| N.º                                           | Título                                      | Duración |  |
| 1.                                            | «Save the World» (AN21 & Max Vangeli Remix) | 6:42     |  |

| Descarga Digital – (Zedd Remix) |                               |          |  |
| N.º                             | Título                        | Duración |  |
| 1.                              | «Save the World» (Zedd Remix) | 6:21     |  |

## Posicionamiento en listas y certificaciones
| Lista (2011)                            | Mejor posición |
| --------------------------------------- | -------------- |
| Alemania (Media Control AG)             | 37             |
| Australia (ARIA)                        | 62             |
| Austria (Ö3 Austria Top 40)             | 31             |
| Bélgica (Flandes) (Ultratop 50)         | 5              |
| Bélgica (Valonia) (Ultratop 50)         | 18             |
| Bulgaria (Top 20)                       | 13             |
| Canadá (Canadian Hot 100)               | 69             |
| República Checa (Rádio Top 100)         | 15             |
| Dinamarca (Tracklisten)                 | 15             |
| Escocia (Scottish Singles Sales Chart)  | 6              |
| Eslovaquia (Rádio Top 100)              | 13             |
| España (Top 100 Canciones)              | 45             |
| Estados Unidos (Bubbling Under Hot 100) | 5              |
| Estados Unidos (Hot Dance Club Songs)   | 1              |
| Estados Unidos (Dance/Mix Show Airplay) | 1              |
| Estados Unidos (Billboard Pop Songs)    | 35             |
| Francia (SNEP)                          | 30             |
| Hungría (Rádiós Top 40)                 | 3              |
| Hungría (Dance Top 40)                  | 10             |
| Irlanda (IRMA)                          | 11             |
| Italia (FIMI)                           | 20             |
| México (Mexico Ingles Airplay)          | 40             |
| Noruega (VG-lista)                      | 14             |
| Nueva Zelanda (Recorded Music NZ)       | 33             |
| Países Bajos (Dutch Top 40)             | 6              |
| Polonia (Dance Top 50)                  | 23             |
| Reino Unido (UK Singles Chart)          | 10             |
| Reino Unido (UK Dance Chart)            | 5              |
| Rumania (Romanian Top 100)              | 51             |
| Suecia (Sverigetopplistan)              | 4              |
| Suiza (Schweizer Hitparade)             | 26             |

| País           | Lista (2011)            | Posición |
| -------------- | ----------------------- | -------- |
| Bélgica        | Ultratop flamenca       | 39       |
| Estados Unidos | Hot Dance Club Songs    | 9        |
| Estados Unidos | Dance/Mix Show Airplay  | 5        |
| Hungría        | Rádiós Top 40           | 21       |
| Países Bajos   | Nederlandse Top 40      | 24       |
| Reino Unido    | Official Charts Company | 119      |
| Suecia         | Sverigetopplistan       | 36       |

| País    | Lista (2012)      | Posición |
| ------- | ----------------- | -------- |
| Hungría | Rádiós Top 40     | 97       |
| Suecia  | Sverigetopplistan | 53       |

### Certificaciones
| País           | Organismo certificador | Certificación | Ventas  | Ref.   |
| -------------- | ---------------------- | ------------- | ------- | ------ |
| Australia      | ARIA                   | Platino       | 70 000  | [ 50 ] |
| Bélgica        | BEA                    | Oro           | 15 000  | [ 51 ] |
| Brasil         | Pro-Música Brasil      | 2× Platino    | 120 000 | [ 52 ] |
| Dinamarca      | IFPI (Dinamarca)       | Oro           | 15 000  | [ 53 ] |
| Estados Unidos | RIAA                   | Platino       | 1 000   | [ 54 ] |
| Italia         | FIMI                   | Oro           | 15 000  | [ 55 ] |
| Reino Unido    | BPI                    | Oro           | 400 000 | [ 56 ] |
| Suecia         | GLF                    | 5× Platino    | 200 000 | [ 57 ] |

| País      | Organismo certificador | Certificación | Ventas | Ref.   |
| --------- | ---------------------- | ------------- | ------ | ------ |
| Dinamarca | IFPI (Dinamarca)       | Oro           | 50 000 | [ 58 ] |

### Sucesión en listas
| Predecesor: «Who Says» de Selena Gomez & the Scene | Hot Dance Club Songs — Sencillo número uno 6 de agosto de 2011 — 12 de agosto de 2011 | Sucesor: «The Edge of Glory» de Lady Gaga |